# José Saúl Grisales Grisales
José Saúl Grisales Grisales (ur. 12 kwietnia 1964 w Sonsón) – kolumbijski duchowny katolicki, biskup Ipiales od 2018.

## Życiorys
Święcenia kapłańskie otrzymał 12 listopada 1989 i został inkardynowany do diecezji Sonsón-Rionegro. Był m.in. wychowawcą seminarium w Yarumal, współpracownikiem kolumbijskiej nuncjatury, rektorem kilku kolumbijskich seminariów oraz wikariuszem generalnym diecezji.
3 lutego 2018 papież Franciszek mianował go ordynariuszem diecezji Ipiales. Sakry udzielił mu 17 marca 2018 ówczesny nuncjusz apostolski w Kolumbii – arcybiskup Ettore Balestrero.